# Euthamia
Euthamia é um género botânico pertencente à família Asteraceae.